# Condado de Marion (Illinois)
El condado de Marion es un condado estadounidense, situado en el estado de Illinois. Según el censo de los Estados Unidos de 2000, la población es de 41 691 habitantes. La cabecera del condado es Salem . 

## Colindancias
- Condado de Fayette - norte
- Condado de Clay - este
- Condado de Wayne - sureste
- Condado de Jefferson - sur
- Condado de Washington - suroeste
- Condado de Clinton - oeste

## Historia
El Condado de Marion se separó del los condados de Jefferson y Fayette  en 1823, su nombre es en honor de Francis Marion, general en la guerra de Independencia de los Estados Unidos.

## Ciudades y pueblos
- Alma
- Central City
- Centralia
- Iuka
- Junction City
- Kell
- Kinmundy
- Odin
- Patoka
- Salem
- Sandoval
- Vernon
- Walnut Hill

## Lugares designados por el censo
- Cartter
- Cravat
- Fairman
- Finney Heights
- Glen Ridge
- Helm
- Slap Out
- Suburban